# Diapyra
Diapyra is een geslacht van vlinders uit de familie wespvlinders (Sesiidae), onderfamilie Tinthiinae.
Diapyra is voor het eerst wetenschappelijk beschreven door Turner in 1917. De typesoort is Sesia igniflua.

## Soort
Diapyra omvat de volgende soort:
- Diapyra igniflua (Lucas, 1894)